# Vyšínek
Vyšínek (Duits: Wischinka) is een Tsjechische plaats in de gemeente Zlonice in de regio Midden-Bohemen en maakt deel uit van het district Kladno. Het dorp ligt op ongeveer 2 km afstand van Zlonice en op ongeveer 7,5 km afstand van Slaný.
Vyšínek telt 125 inwoners (2021).

## Geografie
Vyšínek ligt langs een naamloze beek, die uitmondt in de Zlonicebeek.

## Geschiedenis
De eerste schriftelijke vermelding van het dorp dateert van 1267, toen koning Ottokar II van Bohemen op de Praagse burcht de verworven eigendommen in Drchkov en Vyšínek bevestigde (bona in Drihkow et Wyssin).
Sinds 1960 behoort het dorp tot de gemeente Zlonice.

## Verkeer en vervoer

### Autowegen
Er loopt een regionale weg langs het dorp die Vyšínek verbindt met onder andere Zlonice.

### Spoorlijnen
Er is geen station in Vyšínek. Het dichtstbijzijnde station is in Zlonice.

### Buslijnen
Er is één bushalte in Vyšínek:
| Halte            | Lijn | Traject               | Vervoerder |
| ---------------- | ---- | --------------------- | ---------- |
| Zlonice, Vyšínek | 590  | Vraný - Nové Strašecí | ČSAD Slaný |

## Bezienswaardigheden
- Monumentale graanschuur en stallen van de boerderij op nr. 5;
- 11 monumentale eiken aan de zuidkant van het dorp.[4]

## Galerij

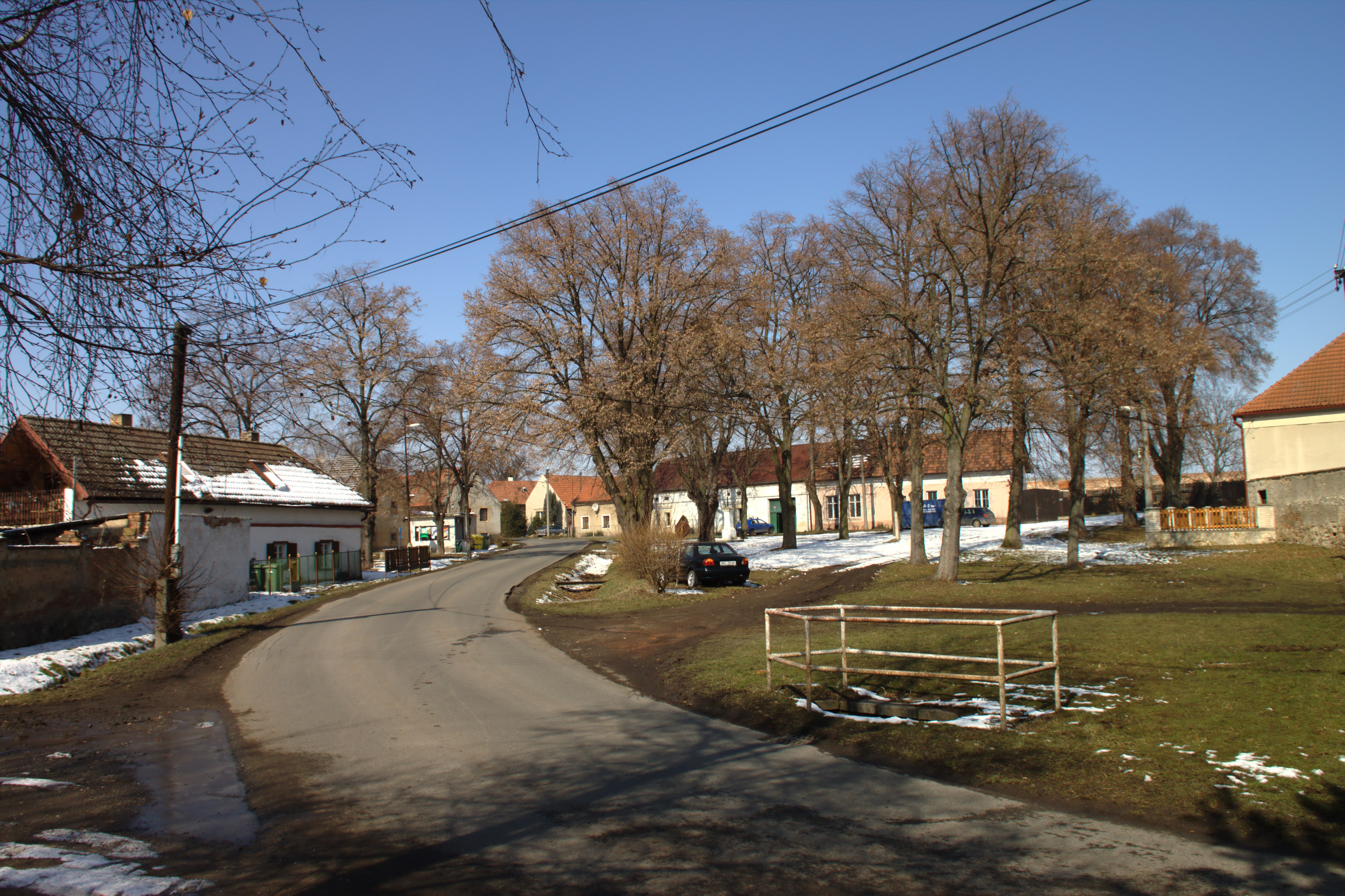
Dorpscentrum
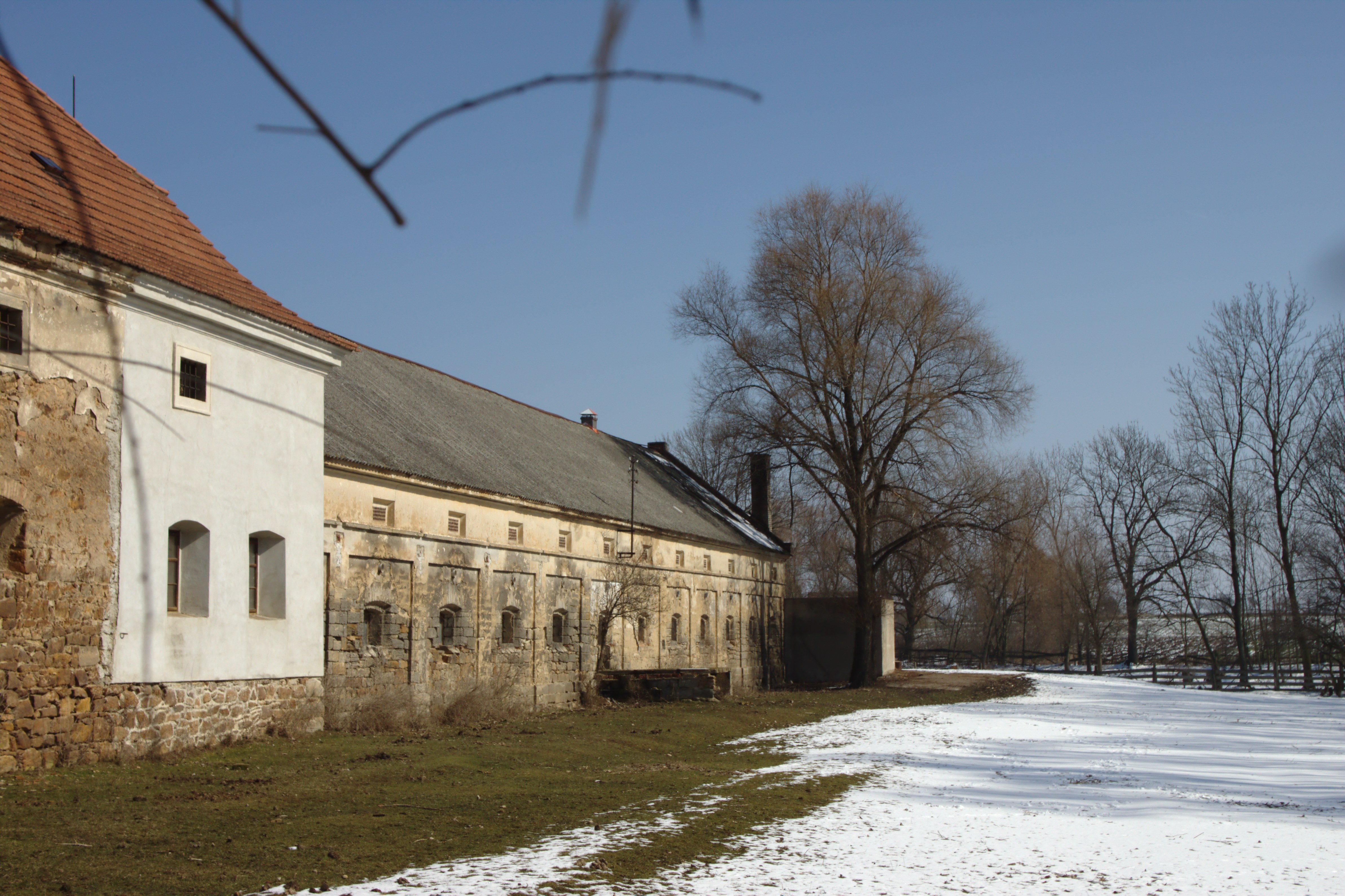
Oude boerderij in het dorp
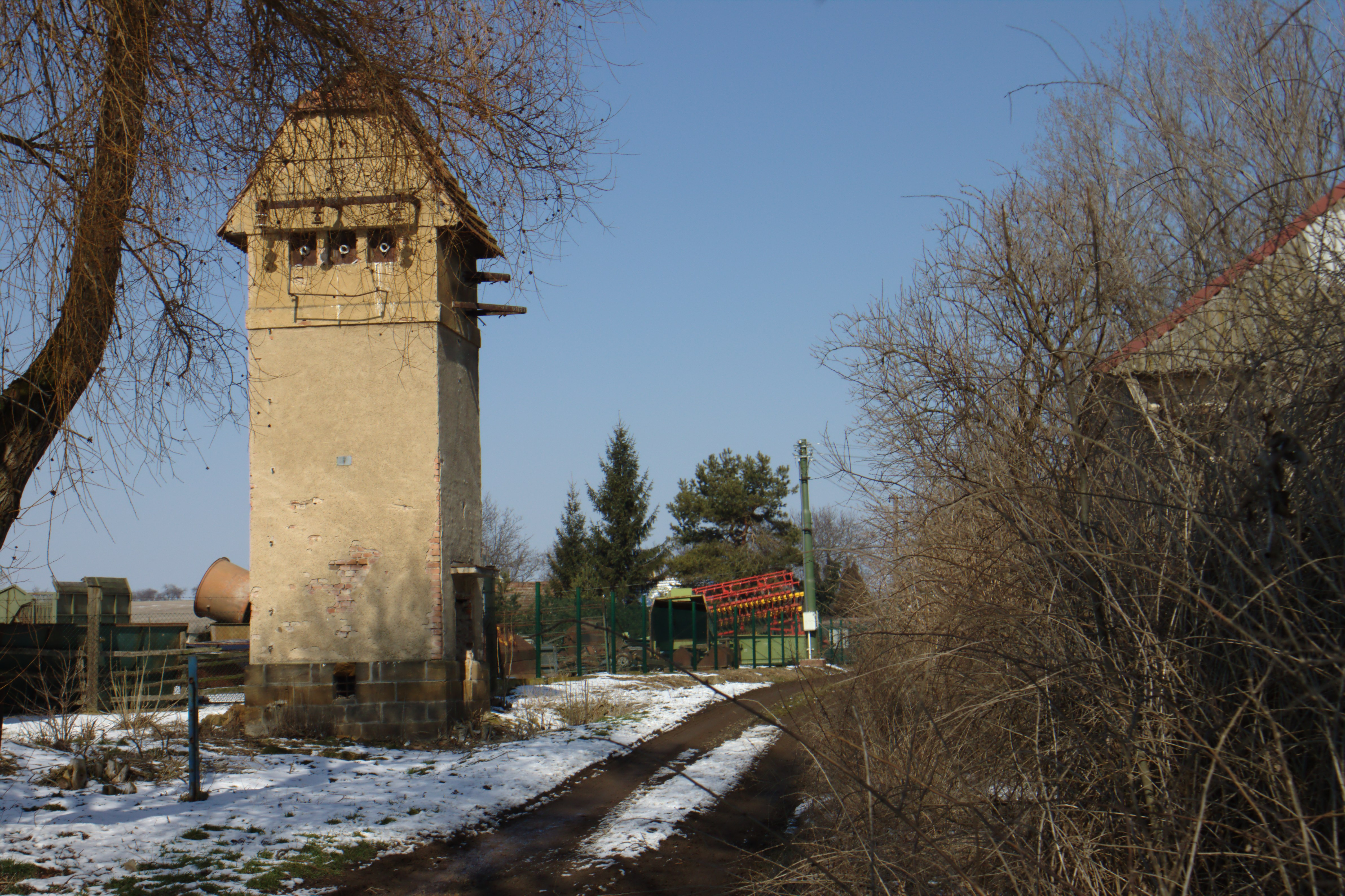
Toren in het dorp